# Eddy Huntington
Edward „Eddy” Huntington (ur. 29 października 1965 w Peterlee) – brytyjski piosenkarz italo disco.

## Życiorys
Huntington urodził się w Peterlee na północy Anglii i przeniósł się do Londynu w wieku 18 lat.
Został odkryty przez włoską wytwórnię płytową Baby Records, która zabrała go do Mediolanu na nagranie piosenki „U.S.S.R” napisaną przez Roberto Turatti, Miki Chieregato i Toma Hookera.
"U.S.S.R.” zostało wydane w 1986 i stało się wielkim hitem w Europie i w Związku Radzieckim.
W 1989 wydał swój jedyny album „Bang Bang Baby”.
Huntington wycofał się z przemysłu muzycznego na początku lat 90. i został nauczycielem w szkole podstawowej Eldon Grove Primary School w Hartlepool w Anglii, a następnie przeniósł się wraz z żoną do Tajlandii, gdzie uczył w międzynarodowej brytyjskiej szkole Bangkok Patana School w Bangkoku. Później wrócił do Anglii, gdzie został dyrektorem szkoły podstawowej Rosebrook Primary School w Roseworth.
Po wieloletniej przerwie, 6 lipca 2009, nakładem wytwórni płytowej I Venti d'Azzurro Records ukazał się singel zatytułowany „Love for Russia”.
20 lutego 2010 artysta wystąpił w Polsce podczas zlotu fanów muzyki Italo disco w Warszawie.
26 lutego 2013 wydano kolejny singel Eddy'ego Huntingtona, zatytułowany „Rainy Day in May”. 5 kwietnia tego samego roku miała miejsce premiera kompilacji „ZYX Italo Disco New Generation Vol. 2”, na której znalazł się utwór „Honey, Honey”. 24 sierpnia 2018 ukazał się album kompilacyjny pt. Greatest Hits & Remixes wydany przez wytwórnię płytową ZYX Music.

## Dyskografia

### Albumy studyjne
| Bang Bang Baby                                          | - Data: 1989 - Wydawca: ZYX Music - Format: LP | — | — |
| "—" oznacza, że album nie był notowany na danej liście. |                                                |   |   |

### Kompilacje
| Greatest Hits & Remixes                                 | - Data: 24 sierpnia 2018 - Wydawca: ZYX Music - Format: CD, LP | — | — |
| "—" oznacza, że album nie był notowany na danej liście. |                                                                |   |   |

### Single
| 1986                                                     | „U.S.S.R.”                         | 23 | 6 | Bang Bang Baby |
| 1987                                                     | „Meet My Friend”                   | —  | — | Bang Bang Baby |
| 1987                                                     | „Up & Down”                        | 68 | — | Bang Bang Baby |
| 1988                                                     | „May Day”                          | —  | — | Bang Bang Baby |
| 1989                                                     | „Shock in My Heart”                | —  | — | Bang Bang Baby |
| 1989                                                     | „Physical Attraction”              | —  | — | Bang Bang Baby |
| 1989                                                     | „Bang Bang Baby”                   | —  | — | Bang Bang Baby |
| 1990                                                     | „Hey Señorita”                     | —  | — | Bang Bang Baby |
| 1997                                                     | „Future Brain”                     | —  | — |                |
| 1997                                                     | „The Devil Loves”                  | —  | — |                |
| 2003                                                     | „USSR 2003” (oraz Beatbone)        | —  | — |                |
| 2009                                                     | „Love for Russia”                  | —  | — |                |
| 2013                                                     | „Rainy Day in May”                 | —  | — |                |
| 2017                                                     | „Warsaw in the Night (Cinderella)” | —  | — |                |
| "—" oznacza, że singel nie był notowany na danej liście. |                                    |    |   |                |